# Де Мюл, Том
Том Де Мюл (нидерл. Tom De Mul; родился 4 марта 1986 года, Капеллен) — бельгийский футболист, завершивший игровую карьеру, выступал на полузащитника. В 2007 году провёл два матча в составе национальной сборной Бельгии.

## Клубная карьера
Том Де Мюл начал свою футбольную карьеру в составе юношеской команды клуба «Жерминаль Беерсхот», затем Том в возрасте 15 лет попал в футбольную академию амстердамского «Аякса». Дебют Тома в основной команде «Аякса» состоялся 25 января 2004 года в матче против НЕКа, завершившийся победой «Аякса» со счётом 1:0, Том в матче вышел на замену на 63-й минуте вместо Виктора Сикоры. Всего в чемпионате Нидерландов сезона 2003/04 Де Мюл сыграл 2 матча. В сезоне 2004/05 Том сыграл 6 матчей и отличился одним мячом, который Де Мюл забил 15 августа 2004 года в матче против «Твенте», завершившийся победой «Аякса» со счётом 3:2.
В 2005 году Том был отдан в аренду клубу «Витесс». Де Мюл дебютировал за новый клуб 27 августа 2005 года в мате против «АЗ», который завершился крупным поражением «Витесса» со счётом 5:0. Том в том матче вышел на замену на 46-й минуте, но спустя 35-й минут был заменён на Элдридге Роера. Де Мюл быстро закрепился в основном составе, отыграв в сезоне 2005/06 27 матчей и забив 2 мяча. После окончания аренды Том вернулся в «Аякс» и получил место в основном составе. В сезоне 2006/07 Де Мюл сыграл 28 матчей и забил 4 мяча. Всего в составе «Аякса» Том сыграл 36 матчей и забил 5 мячей.
В 2007 году Де Мюл перешёл в испанскую «Севилью», которая заплатила порядка 5 млн евро. В составе «Севильи» Том стал обладателем суперкубка Испании в 2007 году. В «Севильи» Де Мюл редко попадал в основной состав команды и в январе 2009 года Том на правах аренды перешёл в бельгийский «Генк», за четыре месяца Де Мюл провёл за в чемпионате 13 матчей и забил 4 мяча, а также стал обладателем кубка Бельгии.

## Карьера в сборной
В национальной сборной Бельгии Том дебютировал 2 июня 2007 года в матче против сборной Португалии, Де Мюл на 61-й минуте вышел на замену вместо Франсуа Стершеля, матч завершился поражением Бельгии со счётом 2:1.
В 2008 году Том в составе олимпийской сборной Бельгии участвовал на Летних Олимпийских играх 2008, на которых его сборная заняла четвёртое место.

## Достижения
- Чемпион Нидерландов: 2004
- Обладатель Суперкубка Нидерландов: 2006
- Обладатель Кубка Нидерландов: 2007
- Обладатель Суперкубка Испании: 2007
- Обладатель Кубка Бельгии: 2009